# Игнатенко, Николай Яковлевич
Николай Яковлевич Игнатенко (18 июля 1925, Томская губерния — 11 января 1984, Кишинёв) — командир отделения 1130-го стрелкового полка (336-я стрелковая дивизия, 60-я армия, вначале 1-й Украинский фронт, затем 4-й Украинский фронт), старший сержант.

## Биография
Николай Яковлевич Игнатенко родился в крестьянской семье в селе Романово Барнаульского уезда Томской губернии (ныне Романовский район Алтайского края). В 1940 году окончил 7 классов школы. Работал в колхозе.
5 февраля 1943 года Романовским райвоенкоматом Алтайского края был призван в ряды Красной армии. С того же времени на фронтах Великой Отечественной войны.
Командир отделения старший сержант Игнатенко в наступательном бою за деревню Ширинке в 18 км западнее Ратибора (Рацибуж в Польше) первым со своим отделением ворвался в деревню, завязав бой с противником. В бою было уничтожено 12 солдат противника и 1 взят в плен. В бою по овладению Рестнице 2 апреля 1945 года Игнатенко взял ручной пулемёт и ворвался в дом, занятый противником. В этом бою он уничтожил 7 солдат противника. Приказом по 336 стрелковой дивизии от 16 апреля 1945 года он был награждён орденом Славы 3-й степени.
В наступательном бою у города Троппау (Опава) 22 апреля 1945 года сержант Игнатенко, несмотря на сильный пулемётный огонь подполз к пулемётной ячейке и двумя гранатами уничтожил пулемётчика, чем облегчил успех пехоте. Приказом по 336 стрелковой дивизии от 11 июня 1945 года он был награждён орденом Славы 3-й степени. Указом Президиума Верховного Совета СССР от 1 октября 1968 он был перенаграждён орденом Славы 1-й степени.
Приказом по 60-й армии от 15 мая 1945 года за 3 ранения, полученные старшим сержантом Игнатенко в боях с немецко-фашистскими захватчиками он был награждён орденом Славы 2-й степени.
Старший сержант Игнатенко был демобилизован в октябре 1950 года. Жил в городе Кишинёв. Работал на Кишинёвском фотокомбинате.
Скончался 11 января 1984 года.